# De Vliert
De Vliert – wielofunkcyjny stadion w mieście ’s-Hertogenbosch w Holandii. Najczęściej używany jest jako stadion piłkarski, a swoje mecze rozgrywa na nim drużyna FC Den Bosch. Stadion może pomieścić 9000 widzów, a został wybudowany w 1999 roku.